# Борщівська міська рада
Борщі́вська міська́ ра́да — орган місцевого самоврядування в Борщівському районі Тернопільської області. Адміністративний центр — м. Борщів.

## Загальні відомості
- Територія ради: 412,0 км²
- Населення ради: 29 386 осіб (станом на 2020)
- Територією ради протікає річка Нічлава.

## Історія
До 2016 р. — адміністративно-територіальна одиниця у Борщівському районі Тернопільської области з територією 2,66 км² та населенням 11 219 осіб.
З 30 червня 2016 р. стала центром Борщівської міської громади.
До 19 липня 2020 р. належала до Борщівського району.

## Населені пункти
Міській раді підпорядковані населені пункти:
- м. Борщів
- с. Верхяніквці
- с. Висічка
- с. Пищатинці
- с. Стрілківці
- с. Королівка
- с. Цигани
- с. Мушкатівка
- с. Слобідка-Мушкатівська

## Склад ради
Рада складається з 26 депутатів та голови.
- Голова ради: Чопик Ігор Казимирович
- Секретар ради: Микитейчук Микола Миколайович

### Керівний склад попередніх скликань
| Прізвище, ім'я, по батькові | Основні відомості                                                      | Дата обрання | Дата звільнення |
| --------------------------- | ---------------------------------------------------------------------- | ------------ | --------------- |
| Башняк Іван Степанович      | Міський голова, 1958 року народження, безпартійний                     | 26.03.2006   | 31.10.2010      |
| Башняк Іван Степанович      | Міський голова, 1958 року народження, член Української Народної Партії | 31.10.2010   |                 |
| Сельський Роман Омелянович  | Міський голова, 1968 року народження, член ВО «Батьківщина»            | 20.11.2015   | 06.05.2016      |
| Кобилянський Іван Іванович  | Міський голова, 1962 року народження                                   | 12.01.2017   | 20.11.2020      |
| Чопик Ігор Казимирович      | Міський голова, 1962 року народження, член ВО «Батьківщина»            | 20.11.2020   |                 |

Примітка: таблиця складена за даними сайту Верховної Ради України
Я

### Депутати
За результатами місцевих виборів 2010 року депутатами ради стали:

#### За суб'єктами висування
| Суб'єкт висування                                       | Кількість обраних депутатів | %    |
| ------------------------------------------------------- | --------------------------- | ---- |
| Політична партія Всеукраїнське об'єднання «Батьківщина» | 12                          | 40   |
| Політична партія «Фронт Змін»                           | 6                           | 20   |
| Політична партія Всеукраїнське об'єднання «Свобода»     | 5                           | 16,7 |
| Партія регіонів                                         | 4                           | 13,3 |
| Політична партія Народний Рух України                   | 1                           | 3,3  |
| Політична партія «Сильна Україна»                       | 1                           | 3,3  |
| Українська Народна Партія                               | 1                           | 3,3  |

#### За округами
| № округу                                                | Прізвище, ім'я, по батькові    | Дата визнання обраним | Освіта  | Партійна приналежність                        | Відомості про обраного депутата                                                                                      |
| ------------------------------------------------------- | ------------------------------ | --------------------- | ------- | --------------------------------------------- | --- |
| Партія регіонів                                         |                                |                       |         |                                               | |
| б/м                                                     | Калинчук Іван Іванович         | 04.11.2010            | вища    | позапартійний                                 | Управління праці та соціального захисту населення Борщівської районної державної адміністрації, заступник начальника |
| б/м                                                     | Любінський Володимир Пилипович | 04.11.2010            | вища    | позапартійний                                 | Борщівська районна державна адміністрація, керівник апарату                                                          |
| 4                                                       | Устінова Ганна Михайлівна      | 04.11.2010            | вища    | член Партії регіонів                          | Борщівська ЦКЛ, медична сестра                                                                                       |
| 7                                                       | Скорохід Орест Петрович        | 04.11.2010            | вища    | позапартійний                                 | Служба в справах Дітей БорщівськоїРДА, директор                                                                      |
| Політична партія Всеукраїнське об'єднання «Батьківщина» |                                |                       |         |                                               | |
| б/м                                                     | Кобилянська Оксана Дмитрівна   | 04.11.2010            | вища    | позапартійна                                  | Борщівський агротехнічний коледж, викладач                                                                           |
| б/м                                                     | Ратушняк Андрій Мирославович   | 04.11.2010            | вища    | член Всеукраїнського об'єднання «Батьківщина» | Борщівське відділення «Приватбанк», керуючий                                                                         |
| б/м                                                     | Дерешівський Іван Романович    | 04.11.2010            | вища    | член Всеукраїнського об'єднання «Батьківщина» | тимчасово не працює                                                                                                  |
| б/м                                                     | Пастущак Сергій Мирославович   | 04.11.2010            | вища    | член Всеукраїнського об'єднання «Батьківщина» | Фельдшерсько-акушерський пункт с. Мушкатівка, завідувач                                                              |
| б/м                                                     | Котик Марія Михайлівна         | 04.11.2010            | вища    | позапартійна                                  | Борщівська загальноосвітня школа І-ІІІ ст. № 2, вчитель історії                                                      |
| б/м                                                     | Касараба Володимир Ігорович    | 04.11.2010            | вища    | член Всеукраїнського об'єднання «Батьківщина» | Відділ освіти Борщівської РДА, методист                                                                              |
| 1                                                       | Ярема Олег Юрійович            | 04.11.2010            | вища    | член Всеукраїнського об'єднання «Батьківщина» | Борщівська Хлібопекарня, директор                                                                                    |
| 5                                                       | Белінський Володимир Данилович | 04.11.2010            | вища    | член Всеукраїнського об'єднання «Батьківщина» | ТОВ «Побуттехніка», телемайстер                                                                                      |
| 6                                                       | Шуварівський Сергій Михайлович | 04.11.2010            | вища    | член Всеукраїнського об'єднання «Батьківщина» | Районна рада, начальник відділу                                                                                      |
| 12                                                      | Солян Мирослав Ярославович     | 04.11.2010            | вища    | член Всеукраїнського об'єднання «Батьківщина» | МПП Брокер, директор                                                                                                 |
| 13                                                      | Биячок Мирослав Степанович     | 04.11.2010            | вища    | член Всеукраїнського об'єднання «Батьківщина» | Стрілковецької хлібопекарні ій, водій                                                                                |
| 14                                                      | Павлюк Іван Миколайович        | 04.11.2010            | вища    | позапартійний                                 | тимчасово не працює                                                                                                  |
| Політична партія Всеукраїнське об'єднання «Свобода»     |                                |                       |         |                                               | |
| б/м                                                     | Гриньків Василь Васильович     | 04.11.2010            | вища    | член Всеукраїнського об'єднання «Свобода»     | приватний підприємець                                                                                                |
| б/м                                                     | Паляниця Анатолій Миколайович  | 04.11.2010            | вища    | член Всеукраїнського об'єднання «Свобода»     | Борщівський цукровий завод, головний механік                                                                         |
| б/м                                                     | Регуш Сергій Ярославович       | 04.11.2010            | вища    | член Всеукраїнського об'єднання «Свобода»     | приватний підприємець                                                                                                |
| б/м                                                     | Тимчук Олег Степанович         | 04.11.2010            | вища    | член Всеукраїнського об'єднання «Свобода»     | приватний підприємець                                                                                                |
| 11                                                      | Ковбель Галина Володимирівна   | 14.11.2010            | вища    | член Всеукраїнського об'єднання «Свобода»     | Борщівська міська рада, начальник відділу                                                                            |
| Політична партія Народний Рух України                   |                                |                       |         |                                               | |
| 2                                                       | Трембіцький Петро Григорович   | 04.11.2010            | вища    | член Всеукраїнського об'єднання «Батьківщина» | Районноїради, гол. спец.                                                                                             |
| Політична партія «Сильна Україна»                       |                                |                       |         |                                               | |
| 3                                                       | Блозва Ігор Йосипович          | 04.11.2010            | вища    | позапартійний                                 | Борщівагроколедж, зав заочним відділенням                                                                            |
| Політична партія «Фронт Змін»                           |                                |                       |         |                                               | |
| б/м                                                     | Двірник Василь Іванович        | 04.11.2010            | вища    | член Політичної партії «Фронт Змін»           | приватний підприємець                                                                                                |
| б/м                                                     | Чубак Ростислав Миколайович    | 04.11.2010            | вища    | член Політичної партії «Фронт Змін»           | приватний підприємець                                                                                                |
| б/м                                                     | Ногас Світлана Вікторівна      | 04.11.2010            | вища    | член Політичної партії «Фронт Змін»           | приватний підприємець                                                                                                |
| 9                                                       | Загородній Іван Петрович       | 04.11.2010            | вища    | член Політичної партії «Фронт Змін»           | приватний підприємець                                                                                                |
| 10                                                      | Яремій Олег Онуфрійович        | 04.11.2010            | вища    | член Політичної партії «Фронт Змін»           | БорщівськаЦРКЛ, лікарШвидкоїдопомоги1                                                                                |
| 15                                                      | Амборський Орест Михайлович    | 04.11.2010            | середня | член Політичної партії «Фронт Змін»           | пенсіонер |
| Українська Народна Партія                               |                                |                       |         |                                               | |
| 8                                                       | Бачик Микола Миколайович       | 04.11.2010            | вища    | позапартійний                                 | загальноосвітня школа № 3, вчитель                                                                                   |

ДЕПУТАТИ МІСЬКОЇ РАДИ СЬОМОГО СКЛИКАННЯ (станом на 29.05.2019)
|                                    | ВО „Батьківщина” |
| Сельський Роман Омелянович         | Округ № 13 (С.Бандери, (з №104-№178 включно), Івасюка, Кошового, Нова, (з №38-№78 включно), Об’їзна)                  |
| Романський Іван Васильович         | Округ № 24 (с. Стрілківці)                                                                                            |
| Васильків Валерій Орестович        | Округ № 23 (с. Пищатинці)                                                                                             |
| Сельський Андрій-Аскольд Романович | Округ № 18 (с. Верхняківці)                                                                                           |
| Павлюк Іван Миколайович            | Округ № 16 (Шафранюка, Л.Курбаса)                                                                                     |
| Вирлан Сергій Вікторович           | Округ № 18 (с. Висічка)                                                                                               |
|                                    | „Блок Петра Порошенка «Солідарність»”                                                                                 |
| Козій Ярослав Васильович           | Округ № 4 (С.Стрільців, пров. С.Стрільців, Б.Лепкого, Кривоноса)                                                      |
| Саманчук Олена Олексіївна          | Округ № 26 (с. Цигани (Озерянська, Скалецька, Сочівка, Тересін, Халамеївка))                                          |
| Домітрак Роман Михайлович          | Округ № 12 (Шухевича, Котляревського, Нова (з №1-№37 включно)                                                         |
| Андрусик Василь Степанович         | Округ № 3 (Дорундяка, Підвальна, Базарна, Шевченка)                                                                   |
|                                    | ВО „Свобода” |
| Яворська Христина Володимирівна    | Округ № 5 (С.Бандери (з №16-№85 включно), Зелена, Гніздовського, Коновальця)                                          |
| Гриньків Василь Васильович         | Округ № 10 (Г.Мазепи, Грушевського, Л.Українки, І.Франка)                                                             |
| Саламаха Микола Федорович          | Округ №16 (Шафранюка, Л.Курбаса)                                                                                      |
|                                    | Радикальна партія Олега Ляшка                                                                                         |
| Пасічник Уляна Іванівна            | Округ № 2 (Кут, Нічлава, пров. Нічлава, Я.Кондри, (автобусна) (гуртожиток)                                            |
| Бачик Микола Миколайович           | Округ № 8 (Вовківська, пров. Вовківський, Д.Галицького, І.Пулюя, Олімпійська, Я.Мудрого, Русенка, Польова, Лісова)    |
| Крочак Олег Любомирович            | Округ № 1 (Відродження, Козацька, Маковея, С.Крушельницької, Дорошенка, Горішня, Сагайдачного, Нагірна, К.Рубчакової) |
|                                    | «Громадський рух «Народний контроль»                                                                                  |
| Олійник Володимир Мирославович     | Округ № 9 (Садова, пров. Садовий, Сковороди, Тичини, Винниченка, Кармелюка, Бажана, Незалежності, Підлісна)           |
| Грипюк Василь Михайлович           | Округ № 22 (с. Слобідка-Мушкатівська)                                                                                 |
|                                    | «Українське об’єднання патріотів-УКРОП»                                                                               |
| Галяс Мирослава Василівна          | Округ №11 (С.Бандери, (з №87-№103А включно)                                                                           |
|                                    | Політична партія об’єднання «Самопоміч»                                                                               |
| Чугаєвський Володимир Антонович    | Округ №15 (В.Великого, С.Галичко, Чернецького, Колянківського, Чубинського)                                           |
| Боднарчук Степан Ярославович       | Округ № 25 (с. Цигани(Крегулець, Мазурівнка, Нагоринка, Нова)                                                         |
| Пудик Уляна Володимирівна          | Округ № 7 (Верхратського, Довбуша, Замкова, К.Попович, Лисенка, Об’їздова, Староборщівська, Медова)                   |
| Стодола Анатолій Тадейович         | Округ №14 (Б.Хмельницького, Галицька, Й.Сліпого, Наливайка, Чорновола, Черемшини, Федьковича)                         |
| Гарасюк Сергій Ярославович         | Округ № 6 (Катукова, Паркова, С.Петлюри, пров. Петлюри, Шкільна)                                                      |
|                                    | ДемАльянс (Демократичний Альянс)                                                                                      |
| Дуплавий Володимир Іванович        | Округ № 19 (с.Королівка)                                                                                              |
| Кащук Олег Васильович              | Округ № 21 (с. Мушкатівка(Кут, Нова, О.Довбуша, Садова, С.Бандери, Т.Шевченка)                                        |